# 上海市浦东中学
上海市浦东中学是中華人民共和國上海市浦東新區一所高級中學。

## 歷史
杨斯盛在六里桥筹建浦东中学，延聘黄炎培为校董兼首任校长。浦东中学於1907年正月开学。1927年，浦东中学已有中国共产主义青年团组织。淞滬會戰期間，浦东中学校舍遭日机炸毁，學校暫時搬遷至迁杜美路（今东湖路）。1948年，中共浦东中学支部在学生中建立。1951年迁回原址重建校舍。定名为上海市私立浦东中学六里桥分校。1955年12月，改为上海市浦东中学。

## 校友
张闻天、钱昌照、范文澜、王淦昌、夏坚白、趙宗燠、周明镇、董申保、潘序伦、董纯才、罗尔纲、叶君健、马识途、谢晋、胡也频、殷夫、董纯才、罗尔纲、蒋经国、蒋纬国